# August Mierzinsky

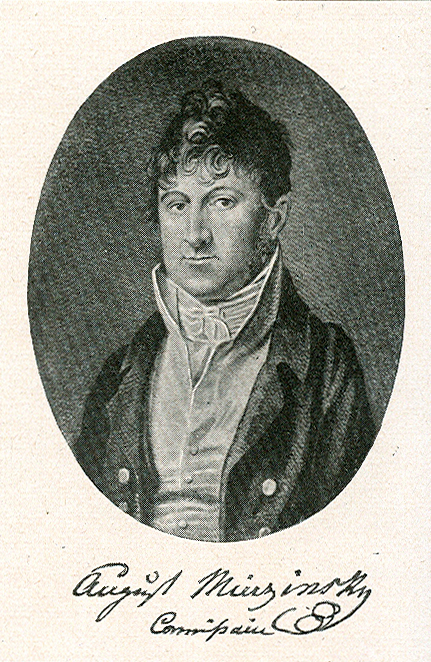
Nachdruck eines Brustbildes des „Commissairs“ August Mierzinsky mit dessen faksimilierter Unterschrift;
noch unidentifizierter Künstler, um 1820

Ignaz August Mierzinsky (* 24. Juli 1762 in Wilna; † 1856). war ein polnischer Edelmann sowie ein französisch-deutscher Polizeidirektor, Königlich Hannoverscher Kriegskommissär sowie Buchhändler und Verleger.

## Leben
Geboren 1762 in Wilna, genoss August Mierzinsky in Wien eine adelige Erziehung im dortigen Theresianum.
Zur Zeit der Besetzung des Heiligen Römischen Reichs Deutscher Nation durch die Truppen des Franzosen Napoleon Bonapartes, der sogenannten „Franzosenzeit“, war Mierzinsky von 1803 bis 1813 Polizeidirektor in Altona. In diesen Jahren arbeitete er eine Zeit lang als „[...] Dolmetscher der Special-Kriegscommissarien“, anschließend zunächst als Generalsekretär der Direktion sämtlicher zuvor hannöverscher Staatsdomänen unter dem französischen Grafen Louis-Philibert Brun d’Aubignosc.
Im Mai 1811 übernahm Mierzinsky bis zur Vertreibung der französischen Besatzungstruppen die Stellung des Generalsekretärs der hohen Polizeidirektion in Hamburg. Über seine Ansichten über die unter den Franzosen erlebte Geschichte veröffentlichte er als Zeitzeuge später seine Erinnerungen aus Hannover und Hamburg ..., die postum in einer zweiten Auflage unter dem Titel Unter Franzosenherrschaft erschienen.
Zur Zeit des Königreichs Hannover lebte die Familie des späteren Hofbuchhändlers Carl Mierzinsky bereits seit den 1820er Jahren im Gebäude der Helwingschen Buchhandlung in Hannover, im Helwingschen Haus in der damaligen Kramerstraße 591; das Gebäude erhielt später die geänderte Hausnummer 13 an selber Stelle. Der seinerzeitige Inhaber Dietrich Hellwing hatte dort bereits 1820 August Mierzinsky als Teilhaber der Verlagsbuchhandlung aufgenommen. Mierzinsky trug seinerzeit den Titel des Königlich Hannoverschen Kriegskommissärs. Der „Commissair“ August Mierzinsky nahm laut den Adressbüchern der Stadt Hannover jedoch erst Anfang der 1830er Jahre dort auch seinen eigenen Wohnsitz, und erwarb die Buchhandlung am 1. Juli 1833 zugunsten seines Sohnes Carl.
1843 veröffentlichte Ignaz August Mierzinsky seine Erinnerungen aus Hannover und Hamburg aus den Jahren 1803–1813; diese Memoiren gelten jedoch als apologetisch und unzuverlässig.
Nach dem Tode von Ignaz August Mierzynski wurde die Helwingsche Buchhandlung, die 1861 an den Theaterplatz 3 und am 1. April 1877 in die Schlägerstraße 55 verlegt worden war, am 1. Februar 1927 dann in die Emilienstraße noch mindestens bis Mitte der 1920er Jahre von einem Urenkel Mierzinskys fortgeführt.

## Schriften
- Erinnerungen aus Hannover und Hamburg aus den Jahren 1803–1813. Nebst einem Anhang mit Bemerkungen, Helwing, Leipzig und Hannover 1843, Digitalisat
- Unter Franzosenherrschaft. 2. Auflage der „Erinnerungen aus Hannover und Hamburg aus den Jahren 1803-1813, von einem Zeitgenossen“, Helwingsche Verlagsbuchhandlung, Hannover 1919; Inhaltsverzeichnis